# André Belin
Pour les articles homonymes, voir Belin.
André Belin, né le 19 août 1896 à Riom et mort le 8 janvier 1983 à Chambéry, est un spéléologue français qui pratiqua cette activité en Afrique du Nord.

## Activités spéléologiques
Avec quelques amis du Club alpin français, André Belin constitua un groupement rattaché à la Société spéléologique de France, qui étendit ses activités à toute l'Algérie.
En Algérie, André Belin explora notamment l'Anou Boussouil, dans lequel il atteindra 505 mètres de profondeur en 1947, soit la quatrième place des abîmes les plus profonds de l'époque.

## Sources et références
1. ↑  Relevé généalogique sur Filae

- « Les grandes figures disparues de la spéléologie française », Spelunca (Spécial Centenaire de la Spéléologie), no 31,‎ juillet-septembre 1988, p. 24
- Delanghe Damien, Médailles et distinctions honorifiques (document PDF), in : Les Cahiers du CDS no 12, mai 2001.
- Association des anciens responsables de la fédération française de spéléologie : In Memoriam.
- Boulanger, P. (1966), page 104
- Chabert, J. et Choppy, J. (1983), André Belin, in 'Spelunca' (Paris) 1983 (12), page XI.